# Voile aux Jeux olympiques d'été de 2020 - 49er hommes
 (août 2021).
Si vous disposez d'ouvrages ou d'articles de référence ou si vous connaissez des sites web de qualité traitant du thème abordé ici, merci de compléter l'article en donnant les références utiles à sa vérifiabilité et en les liant à la section « Notes et références ».
Pour un article plus général, voir Voile aux Jeux olympiques d'été de 2020.
Navigation
Rio de Janeiro 2016 Paris 2024
L'épreuve de 49er hommes des Jeux olympiques d'été de 2020 a lieu du 27 juillet au 2 août à Tokyo.
Les régates se déroulent au sein du port d'Eno-shima situé sur une petite île dans la baie de Sagami.

## Format de la compétition
Cette épreuve comprend une série de 12 régates. À chaque régate, les points sont attribués en fonction de la position : le vainqueur obtient un point, le deuxième marque deux points, et ainsi de suite.
Après les 12 premières régates, les points attribués dans la course où le concurrent a réalisé sa plus mauvaise performance sont retirés et les points restants sont additionnés.
Les 10 athlètes avec les meilleurs scores disputent ensuite la régate finale s'appelant la course aux médailles pour laquelle les points sont doublés : deux points pour la première place, quatre points pour la deuxième place et ainsi de suite.
Le total des points obtenus à l’issue de la course de médaille détermine le classement, ainsi l'athlète ayant le score le plus bas est déclaré vainqueur
Pendant les courses, les concurrents effectuent un parcours en forme d’énorme triangle, se dirigeant vers la ligne d'arrivée après avoir affronté le vent dans les trois directions. Ils doivent passer les bouées de marquage un certain nombre de fois et dans un ordre prédéterminé.

## Programme
| 27 juillet | 28 juillet                 | 29 juillet        | 30 juillet                 | 31 juillet                    | 1er août | 2 août               |
| ---------- | -------------------------- | ----------------- | -------------------------- | ----------------------------- | -------- | -------------------- |
| Course 1   | Course 2 Course 3 Course 4 | Course 5 Course 6 | Course 7 Course 8 Course 9 | Course 10 Course 11 Course 12 | Repos    | Course aux médailles |

## Résultats
|                                     |                                    | Courses | Courses | Courses | Courses | Courses | Courses | Courses | Courses | Courses | Courses | Courses | Courses | Total | Course aux médailles | Total final |
| ----------------------------------- | ---------------------------------- | ------- | ------- | ------- | ------- | ------- | ------- | ------- | ------- | ------- | ------- | ------- | ------- | ----- | -------------------- | ----------- |
| Médaille d'or, Jeux olympiques      | Dylan Fletcher Stuart Bithell      | 2       | 8       | 4       | 1       | 12      | 2       | 2       | 16      | 3       | 9       | 6       | 7       | 56    | 2                    | 58          |
| Médaille d'argent, Jeux olympiques  | Peter Burling Blair Tuke           | 12      | 3       | 8       | 2       | 10      | 1       | 3       | 6       | 2       | 5       | 2       | 11      | 52    | 6                    | 58          |
| Médaille de bronze, Jeux olympiques | Erik Heil Thomas Plößel            | 3       | 13      | 5       | 14      | 2       | 3       | 1       | 7       | 11      | 2       | 14      | 5       | 66    | 4                    | 70          |
| 4                                   | Diego Botín Iago López             | 5       | 1       | 2       | 5       | 4       | 10      | 15      | 2       | 5       | 4       | 12      | 6       | 56    | 14                   | 70          |
| 5                                   | Jonas Warrer Jakob Precht Jensen   | 6       | 5       | 10      | 3       | 1       | 4       | 6       | 4       | 14      | 15      | 5       | 8       | 66    | 16                   | 82          |
| 6                                   | Bart Lambriex Pim van Vugt         | 14      | 2       | 3       | 7       | 6       | 7       | 13      | 14      | 7       | 6       | 7       | 3       | 75    | 12                   | 87          |
| 7                                   | Jorge Lima José Costa              | 11      | 6       | 9       | 6       | 5       | 20      | 5       | 10      | 1       | 11      | 4       | 4       | 72    | 22 OCS               | 94          |
| 8                                   | Šime Fantela Mihovil Fantela       | 4       | 14      | 7       | 12      | 13      | 6       | 14      | 3       | 20      | 1       | 10      | 2       | 88    | 18                   | 106         |
| 9                                   | Łukasz Przybytek Paweł Kołodziński | 9       | 7       | 15      | 18      | 7       | 8       | 7       | 1       | 13      | 17      | 1       | 15      | 100   | 8                    | 108         |
| 10                                  | Benjamin Bildstein David Hussl     | 10      | 17      | 6       | 4       | 9       | 9       | 10      | 5       | 16      | 7       | 15      | 13      | 104   | 10                   | 114         |
| 11                                  | Leo Takahashi Ibuki Koizumi        | 17      | 11      | 13      | 11      | 15      | 11      | 4       | 12      | 4       | 8       | 3       | 16      | 108   | Éliminé              | Éliminé     |
| 12                                  | Will Phillips Sam Phillips         | 7       | 4       | 1       | 8       | 11      | 15      | 16      | 20      | 18      | 14      | 8       | 9       | 111   | Éliminé              | Éliminé     |
| 13                                  | Robert Dickson Sean Waddilove      | 1       | 12      | 11      | 13      | 20      | 20      | 8       | 18      | 8       | 3       | 17      | 1       | 112   | Éliminé              | Éliminé     |
| 14                                  | Sébastien Schneiter Lucien Cujean  | 16      | 10      | 14      | 10      | 3       | 20      | 9       | 9       | 9       | 18      | 13      | 12      | 123   | Éliminé              | Éliminé     |
| 15                                  | Lucas Rual Émile Amoros            | 15      | 9       | 16      | 15      | 8       | 13      | 11      | 15      | 10      | 12      | 16      | 10      | 134   | Éliminé              | Éliminé     |
| 16                                  | Marco Grael Gabriel Borges         | 8       | 16      | 12      | 9       | 20      | 20      | 20      | 8       | 6       | 19      | 11      | 18      | 147   | Éliminé              | Éliminé     |
| 17                                  | Ganapathy Kalapanda Varun Thakkar  | 18      | 18      | 17      | 19      | 14      | 5       | 17      | 11      | 15      | 16      | 9       | 14      | 154   | Éliminé              | Éliminé     |
| 18                                  | Benjamin Talbot Alex Burger        | 13      | 15      | 18      | 17      | 17      | 14      | 12      | 13      | 17      | 10      | 19      | 17      | 163   | Éliminé              | Éliminé     |
| 19                                  | William Jones Evan DePaul          | 19      | 19      | 20      | 16      | 16      | 12      | 18      | 17      | 12      | 13      | 18      | 19      | 179   | Éliminé              | Éliminé     |

## Médaillés
| Or | Argent | Bronze |
|    |        |        |